# Шпирьонок Артем Володимирович
Артем Володимирович Шпирьонок (нар. 30 липня 2002, Суми, Україна) — український футболіст, нападник футбольного клубу «Вікторія».

## Життєпис
Народився 30 липня 2002 року в Сумах. Вихованець ФЦ «Барса» (на моменту початку кар'єри нападника команда мала назву СДЮШОР «Зміна»), перший тренер — Бойченко Валерій Павлович. Виступав за «Барсу» в юнацьких чемпіонатах Сумської області та в ДЮФЛУ. Ще з юних років гучно про себе заявив на футбольному полі, визнавався найкращим гравцем юнацького турніру 2015 року та найкращим гравцем фінального матчу Чемпіонату ДЮФЛ Сумської області сезону 2017/18 років, окрім цього ставав найкращим бомбардиром відкритого обласного турніру 2017 року.
На початку серпня 2019 року приєднався до «Альянсу». У футболці клубу з Липової Долини дебютував 23 серпня 2019 року в переможному (3:0) домашньому поєдинку 5-го туру групи Б Другої ліги України проти сімферопольської «Таврії». Артем вийшов на поле на 63-ій хвилині, замінивши Фарида Сулеймана. У сезоні 2019/20 років допоміг команді посісти 3-тє місце в групі Б Другої ліги України та підвищитися в класі. У Першій лізі України дебютував 5 вересня 2020 року в переможному (3:2) домашньому поєдинку 1-го туру проти «ВПК-Агро». Шпирьонок вийшов на 76-ій хвилині, замінивши Владислава Шарая.